# クイズ!超選択
『クイズ!超選択』（クイズ ちょうせんたく）は、1992年4月15日から同年9月23日までフジテレビ系列で放送されていたフジテレビ制作のクイズ番組である。放送時間は毎週水曜 19:30 - 19:58 （日本標準時）。

## 概要
解答者は、3人1組の男性チームまたは女性チームを組んで参加。毎回あるテーマに沿って2択問題が出されるので、解答者はそれぞれ正解だと思うほうをフリップに書いて答えていた。
全問解答後に一番得点の高かった解答者は、ラストゲームである「スーパー・フライングゲーム」に挑戦できた。これは前番組『クイズ&ゲーム太郎と花子』の最後に行われていた「フライングゲーム」のマイナーチェンジ版で、本番組では「スーパーフライングマン」という正義のヒーロー2人組が登場し、片方がある物体を投げ、それをもう片方がキャッチする方式になった。
最終回では、スーパーフライングマンを演じていたのは当時『森田一義アワー 笑っていいとも!』でいいとも青年隊を務めていた工藤兄弟であることが明かされた。

## 出演者

### 司会
- 須田哲夫（当時フジテレビアナウンサー） - 前期には「プロフェッサー須田」名義で出演していた。
- 山瀬まみ

### スーパーフライングマン
- 工藤兄弟 - 最終回以外の回では「スーパーフライングマン」として出演していた。

### 出題ナレーター
- 田の中勇 - 前期の担当者。
- 八奈見乗児 - 後期の担当者。

## ネット局
系列は番組終了時点（1992年9月）のものを記載。
| 放送対象地域   | 放送局             | 系列                                         | 備考       |
| -------------- | ------------------ | -------------------------------------------- | ---------- |
| 関東広域圏     | フジテレビ         | フジテレビ系列                               | 製作局     |
| 北海道         | 北海道文化放送     | フジテレビ系列                               | 同時ネット |
| 岩手県         | 岩手めんこいテレビ | フジテレビ系列                               | 同時ネット |
| 宮城県         | 仙台放送           | フジテレビ系列                               | 同時ネット |
| 秋田県         | 秋田テレビ         | フジテレビ系列                               | 同時ネット |
| 山形県         | 山形テレビ         | フジテレビ系列                               | 同時ネット |
| 福島県         | 福島テレビ         | フジテレビ系列                               | 同時ネット |
| 新潟県         | 新潟総合テレビ     | フジテレビ系列                               | 同時ネット |
| 富山県         | 富山テレビ         | フジテレビ系列                               | 同時ネット |
| 石川県         | 石川テレビ         | フジテレビ系列                               | 同時ネット |
| 福井県         | 福井テレビ         | フジテレビ系列                               | 同時ネット |
| 長野県         | 長野放送           | フジテレビ系列                               | 同時ネット |
| 静岡県         | テレビ静岡         | フジテレビ系列                               | 同時ネット |
| 中京広域圏     | 東海テレビ         | フジテレビ系列                               | 同時ネット |
| 近畿広域圏     | 関西テレビ         | フジテレビ系列                               | 同時ネット |
| 島根県・鳥取県 | 山陰中央テレビ     | フジテレビ系列                               | 同時ネット |
| 岡山県・香川県 | 岡山放送           | フジテレビ系列                               | 同時ネット |
| 広島県         | テレビ新広島       | フジテレビ系列                               | 同時ネット |
| 愛媛県         | 愛媛放送           | フジテレビ系列                               | 同時ネット |
| 福岡県         | テレビ西日本       | フジテレビ系列                               | 同時ネット |
| 佐賀県         | サガテレビ         | フジテレビ系列                               | 同時ネット |
| 長崎県         | テレビ長崎         | フジテレビ系列                               | 同時ネット |
| 熊本県         | テレビ熊本         | フジテレビ系列                               | 同時ネット |
| 沖縄県         | 沖縄テレビ         | フジテレビ系列                               | 同時ネット |
| 大分県         | テレビ大分         | 日本テレビ系列 フジテレビ系列 テレビ朝日系列 | 遅れネット |
| 宮崎県         | テレビ宮崎         | 日本テレビ系列 フジテレビ系列 テレビ朝日系列 | 同時ネット |
| 鹿児島県       | 鹿児島テレビ       | 日本テレビ系列 フジテレビ系列                | 遅れネット |